# ノグリ (インスタントラーメン)
ノグリ（너구리）は、農心によって販売されているインスタントラーメンである。

## 概要
ブランド名の「ノグリ」は、朝鮮語で「タヌキ（너구리）」を意味し、このラーメンの麺が丸くてぽっちゃりした様子が、タヌキをイメージさせることから名付けられたもの。唐辛子と魚介ベースのスープとコシのある太い麺で、もちもちとした食感とうどんのような食べ応えが特徴。
映画『パラサイト 半地下の家族』にノグリとチャパゲティと韓牛を合わせた料理「チャパグリ」が登場したことがきっかけで話題となった。